# أليسون بينو
أليسون بينو (بالفرنسية: Allison Pineau) مواليد 2 مايو 1989 في فرنسا، هي لاعبة كرة يد فرنسية تلعب كوسط مدافع. مثلت منتخب فرنسا لكرة اليد للسيدات. شاركت في دورة الألعاب الأولمبية الصيفية سنة 2012.

## سجل المنافسة
شاركت في البطولات التالية:
- الألعاب الأولمبية الصيفية 2012
- الألعاب الأولمبية الصيفية 2016
- بطولة العالم لكرة اليد للسيدات 2011
- بطولة العالم لكرة اليد للسيدات 2013
- بطولة العالم لكرة اليد للسيدات 2015
- بطولة أوروبا لكرة اليد للسيدات 2012
- بطولة أوروبا لكرة اليد للسيدات 2014
- بطولة أوروبا لكرة اليد للسيدات 2016

## الميداليات
| الميدالية | المسابقة                            |
| --------- | ----------------------------------- |
| فضية      | الألعاب الأولمبية الصيفية 2016      |
| فضية      | بطولة العالم لكرة اليد للسيدات 2009 |
| فضية      | بطولة العالم لكرة اليد للسيدات 2011 |
| برونزية   | بطولة أوروبا لكرة اليد للسيدات 2016 |

## روابط خارجية
- أليسون بينو على موقع الاتحاد الأوروبي لكرة اليد (الإنجليزية)
- أليسون بينو على موقع اللجنة الأولمبية الدولية (الإنجليزية)
- أليسون بينو على موقع أوليمبيديا (الإنجليزية)
- أليسون بينو على موقع اللجنة الأولمبية الفرنسية (مؤرشف) (الفرنسية)